# Deadwood (South Dakota)
 For alternative betydninger, se Deadwood. (Se også artikler, som begynder med Deadwood)
Deadwood er en lille by i Black Hills-området South Dakota i USA med et indbyggertal på ca. 1.380. Byen blev grundlagt i 1876.
Den er berømt for at have lagt navn til tv-serien Deadwood, der foregår i sidste halvdel af 1800-tallet samt for at være den 3. by i USA, der tillader hasardspil.
Byen opstod i forbindelse med guldfund i Black Hills og de dertil hørende stridigheder i et lovløst samfund. Navne som Wild Bill Hickok og Calamity Jane gjorde byen kendt.